# Gaku Sugamoto
Gaku Sugamoto (født 10. september 1994) er en japansk fodboldspiller, som spiller for den japanske fodboldklub Iwate Grulla Morioka.